# Gebänderter Umber
Die Körperform des Gebänderten Umbers, Paralonchurus brasiliensis, ähnelt der des Süßwassertrommlers und vieler Umberfische (Kopf klein, Schnauze gerundet, Maul unterständig), mit gerader Bauch- und erhöhter Rückenseite – Ausdruck einer benthophagen Lebensweise. An diese ist er besonders deutlich angepasst durch etliche kurze Unterkiefer-Barteln (ähnlich wie bei Pogonias cromis), die ihm das Aufspüren von Nahrung im Sand oder Schlick erleichtern (mittels chemischer und Bewegungs-Reize). Die Bänderung bleibt dagegen bei Schattenfischen selten bis zur Geschlechtsreife erhalten.

## Beschreibung
Der bis 30 cm lange Fisch ist seitlich nur wenig abgeflacht (kompress). Er ist hellsilbern (weißlich oder gelblich) mit 5 bis 9 dunkelbraunen Bandflecken an jeder Seite (jedes zweite Band kann mitunter verblasst sein) und einem großen Augenfleck über dem Kiemendeckel. Die Flossen sind gelblich oder bräunlich. Die Schuppen sind, außer auf „Wangen“ und „Brust“, Ctenoidschuppen. Der Hinterrand des Praeoperculum ist glatt oder fein gesägt. Das Maul ist nicht groß, horizontal ausgerichtet und mit je einem Band kleiner (villiformer) Zähne an beiden Kiefern bewehrt (die Schlundzähne sind hingegen quetschend). An der inneren Kante des Unterkiefers stehen je ca. 14–16 kurze Bartel (vorne einige als Büschel). Die Branchiospinen sind kurz und dick (10–14 [5 + 6–7] am ersten Kiemenbogen). All dies weist schon zur Genüge auf die Nahrungstiere hin: Kleinere wirbellose Benthalbewohner wie Muscheln und Krebse, vorwiegend aber Würmer (Polychaeten) und kaum Fische. Der Fisch wird von zahlreichen Parasiten geplagt.
Die Schwimmblase hat vorne zwei paarige seitliche Fortsätze: der eine ist hornartig und kurz, der hintere aber lang, schlauchförmig, er reicht im Halbkreis gebogen bis zum Hinterende der Blase selbst. Der Asteriscus im Innenohr ist lang und dünn, der Lapillus hingegen reduziert. Beide Merkmals-Komplexe stehen mit Lautproduktion und Gehör in einem Zusammenhang, der aber undurchschaut ist.
Rund 50 Seitenlinienschuppen (d. h. 25 Wirbel). Flossenformel: D1 X–XII, D2 I/28–31, A II/~8. P 17–19,- D1 (dreieckig) und D2 (Basis beschuppt) fast zusammenhängend. Die A-Stacheln sind sehr kurz, aber spitz. C (in der unteren Hälfte) spitz ausgezogen (schief deltoidisch).

## Vorkommen und Biologie
In den Küstenregionen (auch Ästuaren) der südlichen Karibik und des tropischen Westatlantiks bis Nordargentinien – besonders häufig stellenweise vor Venezuela und Südbrasilien. Dennoch wird er kaum zu Speisezwecken befischt – er schmeckt offenbar nicht gut (genug) – man „überlässt“ es etwa Cynoscion regalis als Räuber, „guten Fisch“ draus zu machen. Die Laichzeit dauert von März bis November; die Geschlechtsreife tritt bei Weibchen etwa mit 17 cm Länge ein; das Alter ist dann aber sehr unterschiedlich (1–6 Jahre), je nach Ernährungslage – was (unter anderem) doch auf starke Befischung (dann zu „industriellen“ Zwecken) zurückzuführen sein kann. Natürlich geht er auch gerne Sportfischern an die Angel.

## Namen
Paralonchurus kann auf zweierlei Weise ausgelegt werden: para-lonchurus („der Gattung Lonchurus beigeordnet“) oder paralonch-urus (etwa „mit schief rhombischem Schwanz“): παρα-neben, bei; λóγχη Lanzenspitze; Raute; οὖρος Schwanz.- Vernakularnamen beziehen sich mehrfach auf eine (Fürstin?) Maria Luisa oder Marie-Louise.

## Verwandte
In der Gattung Paralonchurus Bocourt 1869 gibt es ca. 6 Arten; die meisten leben aber im tropischen Ostpazifik; meist wieder mit Bänderung (P oft dunkel, andere Flossen oft dunkel gerandet) und durchaus ähnlicher Lebensweise, in Schwärmen, auf detritusreichen Sedimenten.